# Elibia
Genre
Le genre Elibia regroupe des lépidoptères de la famille des Sphingidae, sous-famille des Macroglossinae et de la tribu des Macroglossini.

## Systématique
- Le genre a été décrit par l'entomologiste britannique Francis Walker en 1856.
- L'espèce type pour le genre est Sphinx dolichus reclassée Elibia dolichus (Westwood, 1847)

### Taxinomie
Liste des espèces
- Elibia dolichus (Westwood, 1847)
- Elibia linigera Boisduval, [1875]